# Emanuel Berg

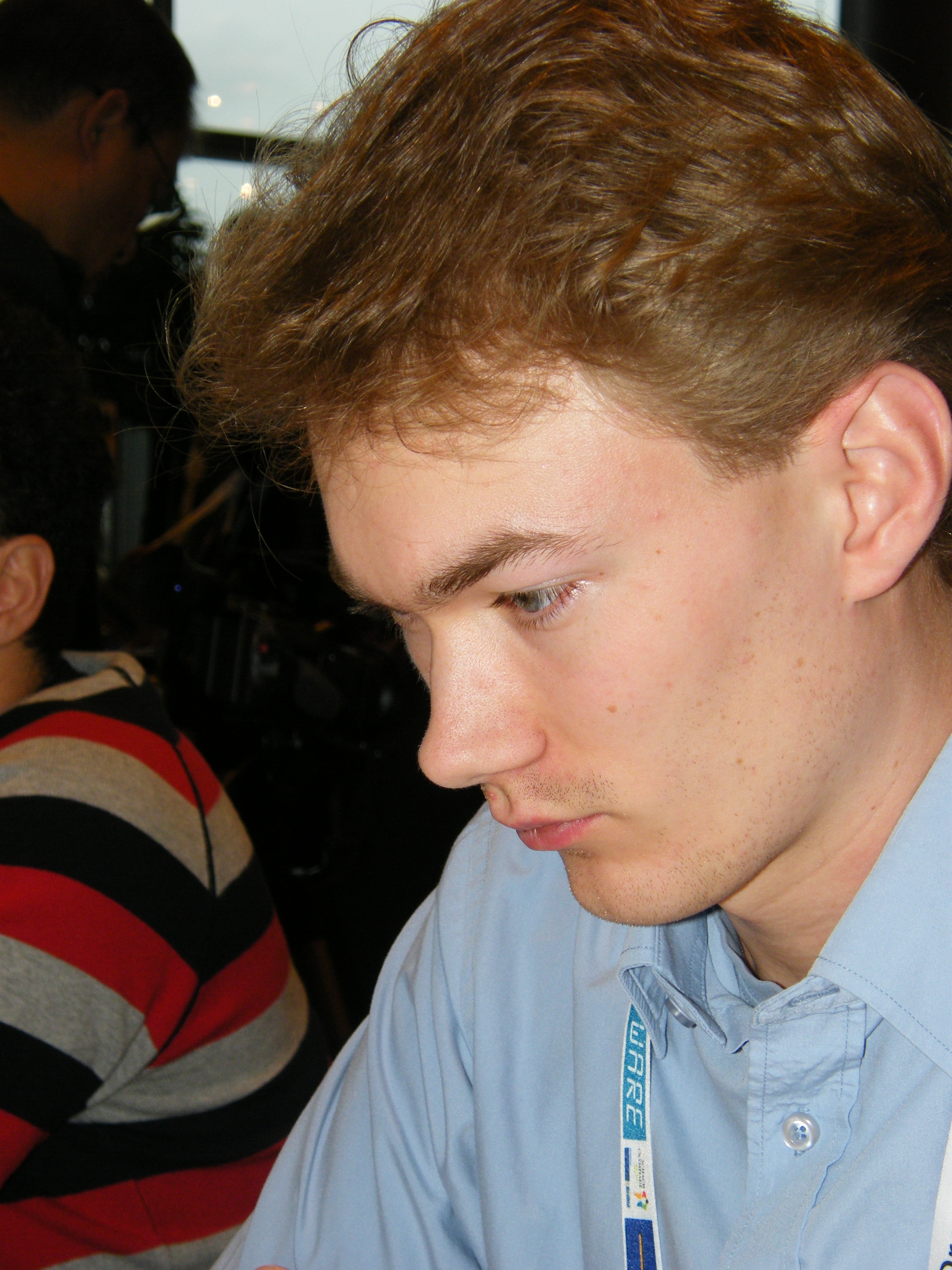
Emanuel Berg

Emanuel Berg, född 28 december 1981, är en svensk stormästare och professionell schackspelare. Han blev svensk mästare 2009 och 2010. Med en Elo-rating på 2576 per den 1 augusti 2012 är han den tredje högst rankade svensken. Berg är känd för sin offensiva spelstil, kämpaglöd och ovilja att spela remi. 

## Utmärkelser
Schackgideon 2005 och 2007.